# Hulepadder
Hulepadder (Proteidae) er en familie af Halepadder. Familien indeholder to slægter: Proteus, der indeholder den enlige europæiske Hulepadde og Necturus, som indeholder seks nordamerikanske arter, der på trods navnet ikke lever i huler (engelsk navn: mudpuppies).
Hulepadderne er karakteristiske ved at være neotene former, hvilket vil sige at de har bibeholdt træk fra larvestadiet i voksenformen. Det er i særlig grad fraværet af lunger og bibeholdelsen af ydre gæller. Gællerne er en tilpasning til et liv fuldstændigt i vand.

## Klassifikation
- Familie: Proteidae
  - Slægt Proteus
    - Hulepadde Proteus anguineus

  - Slægt Necturus
    - Necturus maculosus
    - Necturus louisianensis
    - Necturus alabamensis
    - Necturus beyeri
    - Necturus lewisi
    - Necturus punctatus